# طهمل
طهمل (الاسم العلمي: Kyphosus)، جنس أسماك بحرية من فصيلة أسماك جلدية الزعانف. أنواعه 16، أعطانها الأصلية في المحيط الأطلسي والمحيط الهندي والمحيط الهادئ.